# ポートキャンベル国立公園
ポートキャンベル国立公園（Port Campbell National Park）は州都メルボルンの南西190kmに位置する、オーストラリア連邦ビクトリア州の国立公園である。Twelve Apostles Marine 国立公園と隣接している。
豊富な砂岩群がグレートオーシャンロードの近くにある。メルボルンからフィリップ島と並んで多くのツアー、日帰りツアーがでている。

## 要所

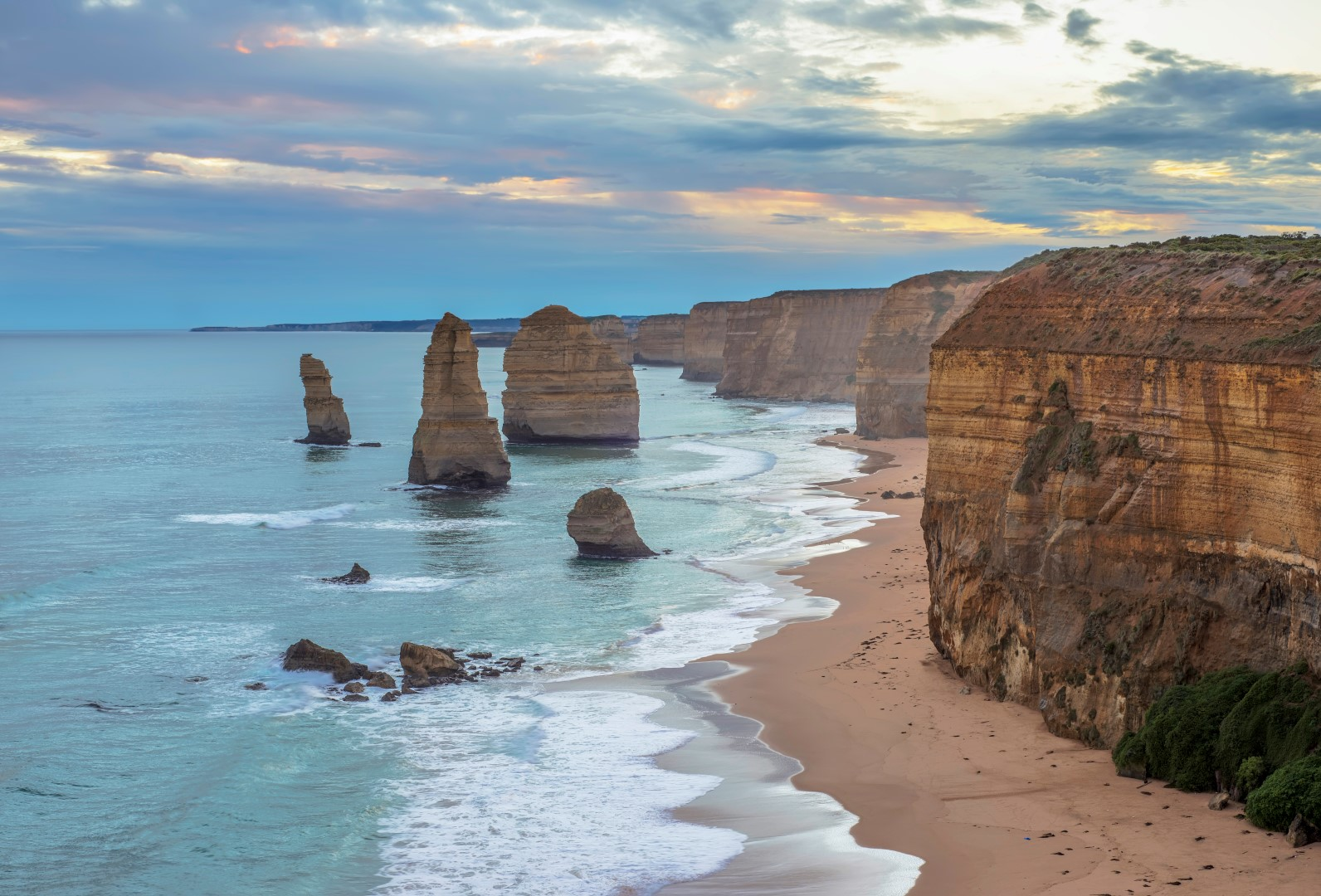
ザ・トゥエルブ・アポストルズ
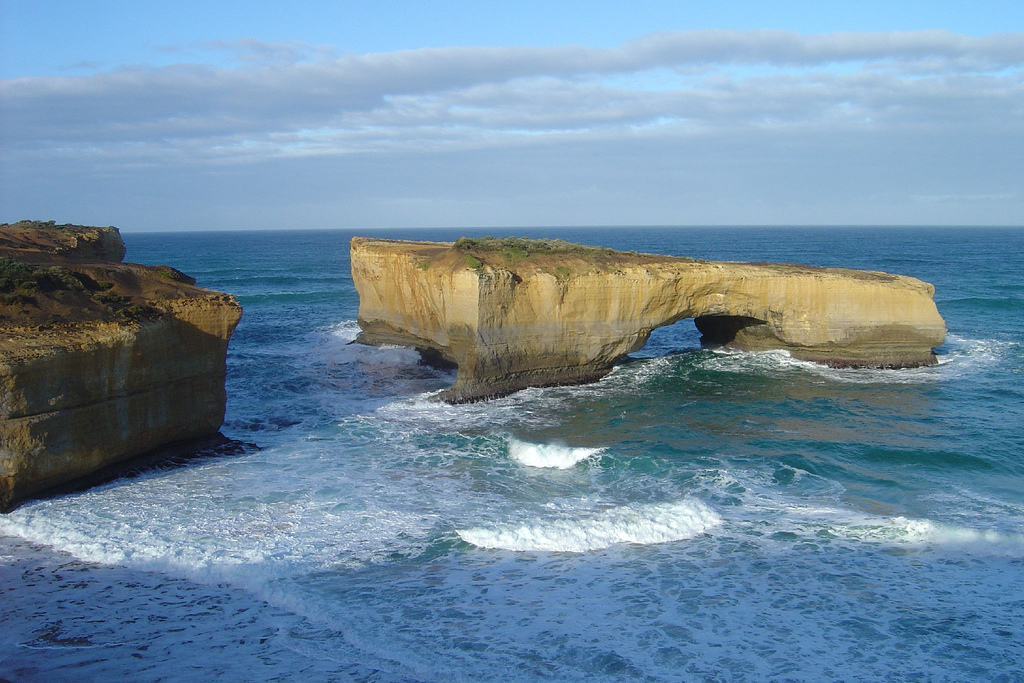
ロンドン・アーチ（英語版）（旧ロンドン・ブリッジ、ブリッジの一部が崩壊したため改名)
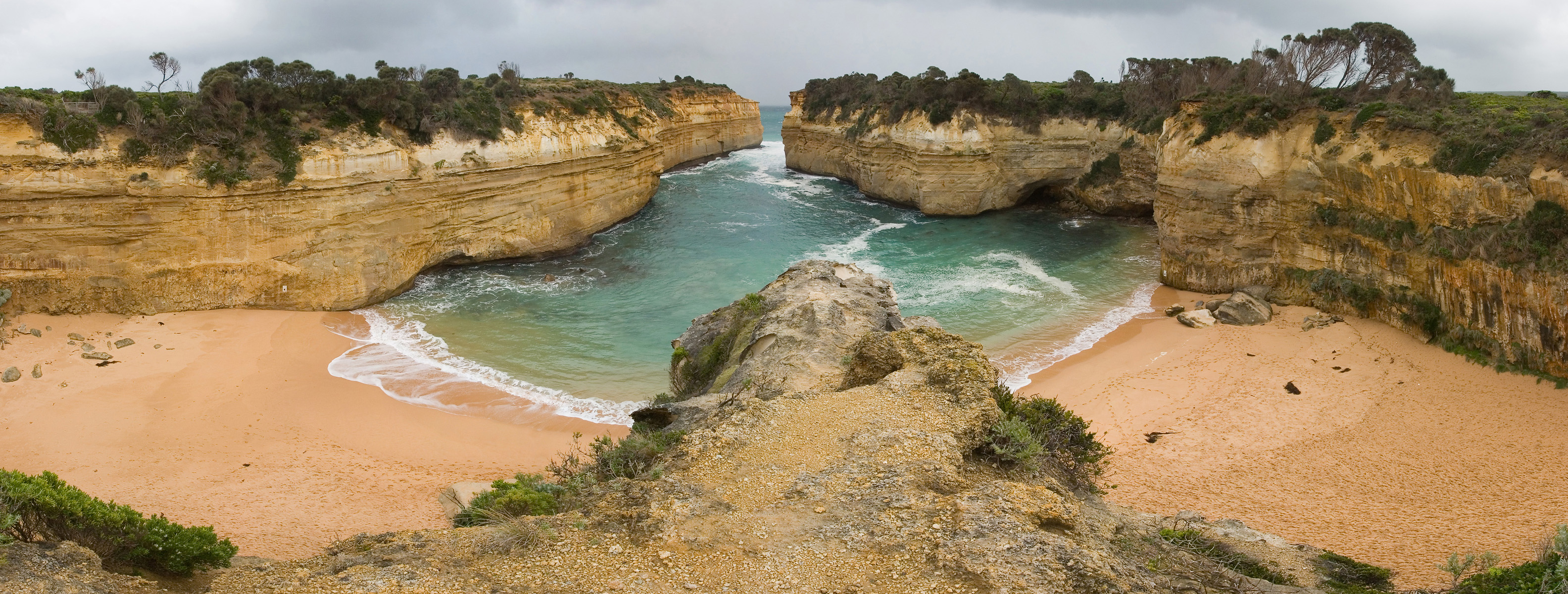
Loch Ard Gorge
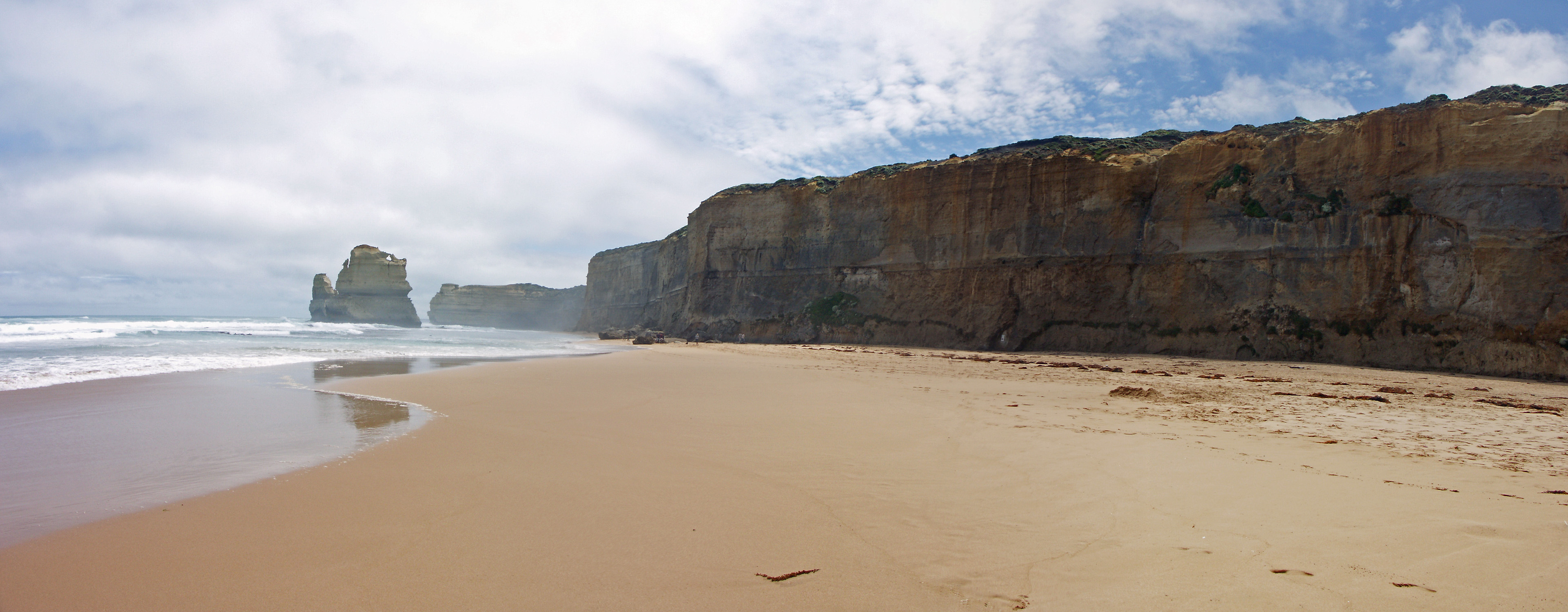
The Gibson Steps
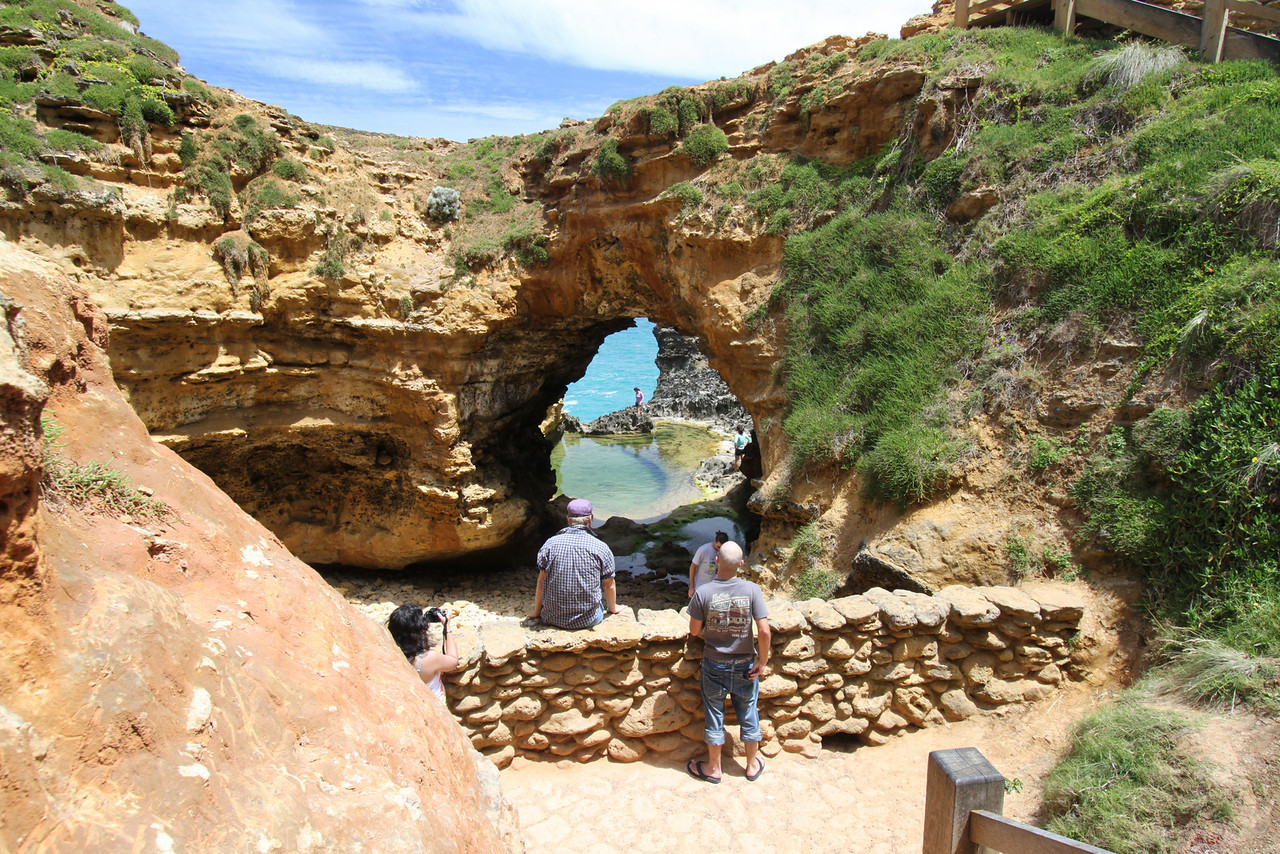
The Grotto

- ザ・トゥエルブ・アポストルズ
- ロンドン・アーチ
- Loch Ard Gorge
- The Gibson Steps
- The Grotto